# International Union of Anarchists
Pour les articles homonymes, voir IUA.
L'International Union of Anarchists (IUA) est une internationale communiste libertaire avec des sections en Ukraine, Russie, Israël, Lettonie, Biélorussie et en Espagne. Des membres individuels en Allemagne et en Suède et des liens avec des anarchistes de Bulgarie, Kazakhstan, Lituanie, France, Tunisie et Syrie.
L'objectif principal du IUA est de coordonner les efforts de diverses organisations anarchistes afin de construire une société sans classes et sans États a l’échelle mondial.

## Histoire
IUA a été fondée lors d'une conférence, tenue le 21 novembre 2011, à laquelle ont participé des représentants-es de l'Ukraine, Israël, Allemagne, Lettonie et Russie.

## Objectifs
- Élimination de l'état, du travail salarié, de la propriété privée.
- Instauration généralisée de la démocratie directe par la création d'assemblées et de conseil.
- Création de conseils de coordination élues, strictement subordonner aux assemblées par un système de mandats contraignants et de droit de révocation, pour le contrôle public de la production, du logement, de l'éducation et toutes les autres sphères de la vie.
- L'autonomie de toutes les communautés ethniques et religieuses, pourvu qu'elles rejettent les institutions autoritaires, la hiérarchie, les valeurs du capitalisme et la xénophobie.